# Jan I van Chalon
Jan I van Chalon (1190 - 30 september 1267) (bijgenaamd De Oude) was een zoon van Stefanus III van Bourgondië, graaf van Auxonne, en van Beatrix van Chalon.

## Levensloop
Jan volgde in 1227 zijn moeder op als graaf van Chalon. Hij sloot zich met zijn vader aan bij de strijders tegen paltsgraaf Otto II uit het Huis Andechs-Meranien. Het huwelijk van zijn zoon Hugo met Adelheid van Bourgondië maakte een eind aan deze strijd in 1231. Jan slaagde er niet in het beschermschap (garde) over Besançon te verwerven.
In 1237 stond hij de van zijn vader geërfde graafschappen Chalon en Auxonne af aan hertog Hugo IV van Bourgondië in ruil voor de heerlijkheden Salins (toentertijd de tweede stad van het hertogdom Bourgondië), Belvoir, Vuillafans, Ornans, Montfaucon, Arlay, het kasteel Clées in Vaud, Chaussin en Orgelet. Sindsdien voerde hij de titel graaf van Bourgondië en heer van Salins. Door de inkomsten van de zoutwinning in Salins, verkreeg Jan de nodige middelen om bijkomende gebieden te verwerven. Om de stad en zijn aanvoerwegen (Route du Sel) te beschermen, richtte hij verschillende vestingen op: Le Pin, Montmahoux, Saint-Anne, Arguel en Nozeroy, waar hij ook verbleef. Om de tolgelden van de graaf van Pontarlier te vermijden, kocht hij van de monniken van Saint-Claude bosgebieden in de streek van Pontarlier en van Jougne, trok er nieuwe wegen door en stichtte er de plaatsen Châtelblanc, Chaux-Neuve en Rochejean.
Toen graaf Otto III van Bourgondië in 1248 overleed, werd Jan regent van het graafschap Bourgondië voor zijn zoon uit zijn eerste huwelijk Hugo, zijn schoondochter Adelheid van Bourgondië en zijn kleinzoon Otto IV van Bourgondië. Jan streefde ernaar om de positie van zijn nakomelingen uit zijn tweede huwelijk te versterken. Rooms koning Willem verhief Salins tot rijksleen met muntrecht. Jan kocht de rechten van de burggraaf van Neurenberg (Huis Hohenzollern) uit de erfenis van de paltsgraven van Bourgondië. Deze maatregelen waren in feite tegen Hugo gericht en daardoor ontstond een oorlog tussen vader en zoon, waaraan pas koning Lodewijk IX van Frankrijk een eind kon maken. Hetzelfde gold voor een oorlog tussen Jan en het prinsaartsbisdom Besançon. Daarna stichtte Jan een derde heerlijkheid rond Arlay voor zijn oudste zoon uit zijn derde huwelijk.

## Huwelijken en kinderen
Jan huwde driemaal en kreeg 16 kinderen :
- Mahaut van Bourgondië (1190-1242), dochter van hertog Hugo III van Bourgondië en van Beatrix van Albon:
  - Elisabeth van Bourgondië (1210-1277), in 1248 gehuwd met Hendrik I van Vergy, heer van Mirebeau en van Autrey
  - Blanche van Chalon (-1306), in 1260 gehuwd met Guichard V van Beaujeu en in 1267 met Beraud IX van Mercoeur
  - Hugo van Chalon (1220-1267), graaf van Bourgondië door zijn huwelijk met Adelheid van Bourgondië
  - Margaretha (-1262), gehuwd met Hendrik van Brienne
  - Johanna († 1265/68), gehuwd met Jean de Cuiseaux

- Isabella van Courtenay-Champigneulles, een kleindochter van Peter I van Courtenay:
  - Jan I van Chalon-Auxerre (1243-1309), heer van Rochefort, graaf van Auxerre door zijn huwelijk met Adelheid van Auxerre
  - Mathilde, abdis van Sauvement
  - Robert († na 1245)
  - Steven (-1302), heer van Rouvres
  - Peter (-1273), heer van Châtel-Belin, in 1258 gehuwd met Beatrix, dochter van Amadeus IV van Savoye
  - Marguerite, 1263 abdis in Château-Chalon
  - Guillemette, 1261 abdis in Battaut

- Laura van Commercy:
  - Jan I van Chalon-Arlay (1259-1315), heer van Arlay, in 1272 gehuwd met Margaretha, dochter van hertog Hugo IV van Bourgondië
  - Hugo (-1312), prins-bisschop van Luik (1295-1301) en aartsbisschop van Besançon
  - Margaretha (-1328), gehuwd met Hugo, heer van Montréal en van Villaines-en-Duesmois
  - Agnes (-1350), in 1285 gehuwd met graaf Amadeus II van Genève.